# Harry Sukman
Harry Sukman (Chicago, 2 de dezembro de 1912 — 2 de dezembro de 1984) foi um compositor estadunidense que venceu o Oscar de melhor trilha sonora na edição de 1961 por Song Without End.

## Vida e carreira
Sukman nasceu em Chicago em 1912. Ele começou sua carreira musical na década de 1920, ainda adolescente. Ele compôs trilhas sonoras para filmes como Salem's Lot.
Ele se casou com Francesca Paley em 1946, e os dois permaneceram casados até sua morte. Eles tiveram um filho, Susan McCray .
Ele ganhou um Oscar e foi indicado para dois Oscars. Ele ganhou a melhor pontuação canção musical Oscar no 1960 Academy Awards (compartilhado com Morris Stoloff) para Song Without End. Ele também foi indicado para Fanny e The Singing Nun. Todos os 3 estavam na melhor pontuação.
Sukman morreu de ataque cardíaco em 2 de dezembro de 1984, dia do seu 72º aniversário.

## Filmografia
- Gog (1954)
- Riders to the Stars (1954)
- Battle Taxi (1955)
- A Bullet for Joey (1955)
- The Phenix City Story (1955)
- Screaming Eagles (1956)
- Forty Guns (1957)
- Fury at Showdown (1957)
- Tales of Wells Fargo (TV Series) (1957)
- Sabu and the Magic Ring (1957)
- Outcasts of the City (1958)
- Underwater Warrior (1958)
- The Hangman (1959)
- Verboten! (1959)
- The Crimson Kimono (1959)
- Dog Face (TV Movie) (1959)
- Death Valley Days (TV Series) (1960)
- Song Without End (1960)
- Alcoa Theatre (TV Series) (1960)
- Laramie (TV Series) (1960)
- Underworld U.S.A. (1961)
- Madison Avenue (1961)
- A Thunder of Drums (1961)
- Dr. Kildare (TV Series) (1961–66)
- Cain's Hundred (TV Series) (1962)
- Belle Sommers (TV Movie) (1962)
- The Eleventh Hour (TV Series) (1962)
- Fanny (1962)
- The Lieutenant (TV Series) (1963)
- The Virginian (TV Series) (1963–64)
- The Travels of Jaimie McPheeters (TV Series) (1963–64)
- Guns of Diablo (1965)
- The Singing Nun (1966)
- Around the World Under the Sea (1966)
- The Long Hunt of April Savage (TV Movie) (1966)
- High Noon: The Clock Strikes Noon Again (TV Movie) (1966)
- The Monroes (TV Series) (1966–67)
- Daniel Boone (TV Series) (1967)
- The Naked Runner (1967)
- Welcome to Hard Times (1967)
- Cowboy in Africa (TV Series) (1967–68)
- The High Chaparral (TV Series) (1967–70)
- If He Hollers, Let Him Go! (1968)
- The Private Navy of Sgt. O'Farrell (1968)
- Tiger, Tiger (TV movie) (1969)
- Bonanza (TV Series) (1969–72)
- Mister Kingstreet's War (1971)
- Genesis II (TV Movie) (1973)
- Owen Marshall, Counselor at Law (TV Series) (1973–74)
- The Cowboys (TV Series) (1974)
- The Family Kovack (TV Movie) (1974)
- Planet Earth (TV Movie) (1974)
- Beyond the Bermuda Triangle (TV Movie) (1975)
- Police Story (TV Series) (1975)
- Jeremiah of Jacob's Neck (TV Movie) (1976)
- Enigma (TV Movie) (1977)
- Someone's Watching Me! (TV Movie) (1978)
- Salem's Lot  (TV Movie) (1979)